# Мейвуд (Иллинойс)
Мейвуд (англ. Maywood) — пригород Чикаго, штат Иллинойс, США.

## Население
Население составляло 26 987 человек в 2000 году. Плотность населения составляла 9,965.7 человек на квадратную милю (3,844.9/км²). Распределение населения по расовому признаку: 82,7 % — афроамериканцы, 9,7 %— белые, 0,1 % — коренные американцы, 0,3 % — азиаты, 5,6 % — другие расы. Латиноамериканцы составляли 10,5 % от населения.

## География
По данным Американского бюро переписи населения, общая площадь Мейвуда составляет 32.9 км²,

## История
Основан в 1869 году.